# Kanika Beckles
Kanika Alana Beckles (* 3. Oktober 1991 in St. Joseph, Trinidad und Tobago) ist eine ehemalige grenadische Sprinterin, der sich auf den 400-Meter-Lauf spezialisiert hat.

## Sportliche Laufbahn
Erste Erfahrungen bei internationalen Meisterschaften sammelte Kanika Beckles bei den CARIFTA Games in George Town, bei denen sie in 54,04 s die Bronzemedaille im über 400 Meter gewann. Im Jahr darauf schied sie bei den Zentralamerika- und Karibikmeisterschaften (CAC) in Mayagüez mit 54,61 s in der Vorrunde aus und kam anschließend auch bei den Panamerikanischen Spielen in Guadalajara mit 56,43 s über den Vorlauf hinaus. Zudem begann sie im selben Jahr ein Studium an der Texas A&M University in den Vereinigten Staaten. 2014 schied sie bei den Commonwealth Games in Glasgow mit 55,18 s im Halbfinale aus, wie auch bei den Panamerikanischen Spielen 2015 in Toronto mit 28,14 s im 200-Meter-Lauf. Im Jahr darauf nahm sie über 400 Meter an den Olympischen Sommerspielen in Rio de Janeiro teil und schied dort mit 52,41 s in der ersten Runde aus. 2018 schied sie bei den Commonwealth Games im australischen Gold Coast mit 53,80 s im Semifinale aus und belegte anschließend bei den Zentralamerika- und Karibikspielen in Barranquilla in 53,75 s den vierten Platz. Im Jahr darauf schied sie dann bei den Panamerikanischen Spielen in Lima mit 23,99 s und 54,64 s jeweils in der Vorrunde über 200 und 400 Meter aus. 2021 bestritt sie ihre letzte offizielle Wettkampfsaison und beendete daraufhin ihre aktive sportliche Karriere im Alter von 30 Jahren.

## Persönliche Bestleistungen
- 200 Meter: 23,48 s (+1,2 m/s), 23. Juli 2015 in Toronto
  - 200 Meter (Halle): 23,79 s, 9. Februar 2013 in College Station
- 400 Meter 51,72 s, 12. Mai 2012 in Manhattan
  - 400 Meter (Halle): 53,64 s, 1. Februar 2013 in New York City